# Гаура-пурнима
Га́ура-пурни́ма — один из основных праздников в гаудия-вайшнавизме, день явления основоположника этой индуистской традиции бхакти — Чайтаньи Махапрабху (1486—1534). В переводе с санскрита, гаура-пурнима означает «золотая полная луна». Гаура-пурнима знаменует для кришнаитов приход Нового года эры Гаурабда, отсчёт которой ведётся от дня рождения Чайтаньи по индуистскому лунному календарю. Для кришнаитов этот праздник подобен Рождеству в христианстве.
Чайтанья положил начало движению санкиртаны — поклонению Богу через воспевание его святых имён. Вклад Чайтаньи в возрождение вайшнавизма учёные иногда сравнивают с Реформацией в европейской истории.